# Taxiphyllum mexicanum
Taxiphyllum mexicanum là một loài Rêu trong họ Hypnaceae. Loài này được (Thér.) H. Rob. mô tả khoa học đầu tiên năm 1974.